# Wera Wladimirowna Schimanskaja
Wera Wladimirowna Schimanskaja (russisch Вера Владимировна Шиманская; * 10. April 1981 in Moskau) ist eine russische Rhythmische Sportgymnastin und Olympiasiegerin.
Schimanskaja startete für MGFSO. Bei den Olympischen Spielen 2000 in Sydney gewann sie im Alter von 19 Jahren gemeinsam mit Irina Belowa, Irina Silber, Marija Netjossowa, Natalja Lawrowa und Jelena Schalamowa die Goldmedaille im Teamwettbewerb.